# Za-Te-Nejeva senka
Za-Te-Nejeva senka je redovna epizoda strip serijala Marti Misterije premijerno objavljena u Srbiji u svesci #57. u izdanju Veselog četvrtka. Sveska je objavljena 25. februara 2021. Koštala je 380 din (4,1 €; 4,8 $). Imala je 158 strana.

## Originalna epizoda
Originalna epizoda pod nazivom L'ombra di Za-Te-Nay objavljena je premijerno u #335. regularne edicije Marti Misterije koja je u Italiji u izdanju Bonelija izašla 10. oktobra 2014. Epizodu su nacrtali Franko Deveskovi i Đovani Romanini, a scenario napisali Alfredo Kasteli i Mirko Perniola. Naslovnu stranu je nacrtao Đankarlo Alesandrini. Koštala je 6,3 €.

## Prethodno pojavljivanje Za-Te-Neja
Sveska je nastavak epizode Tajna nemoguće sekire, koja je objavljena u #24 nove Zlatne serije 8. oktobra 2020. (U Italiji se ova epizoda premijerno pojavila 2002. godine.)

## Prethodna i naredna sveska
Prethodna sveska Marti Misterije nosila je naziv Grabljivci Svete šume (#56), a naredna Mračna Tantra (#58).